# Bisdom Marquette

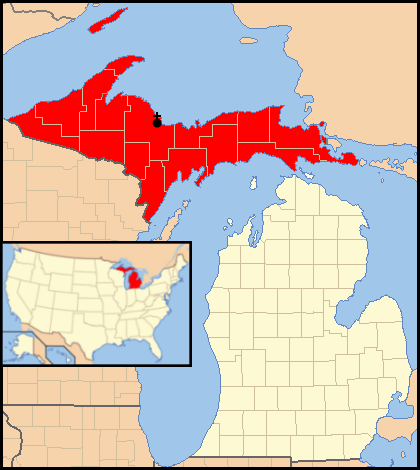
Het bisdom (rood) binnen de kerkprovincie Detroit

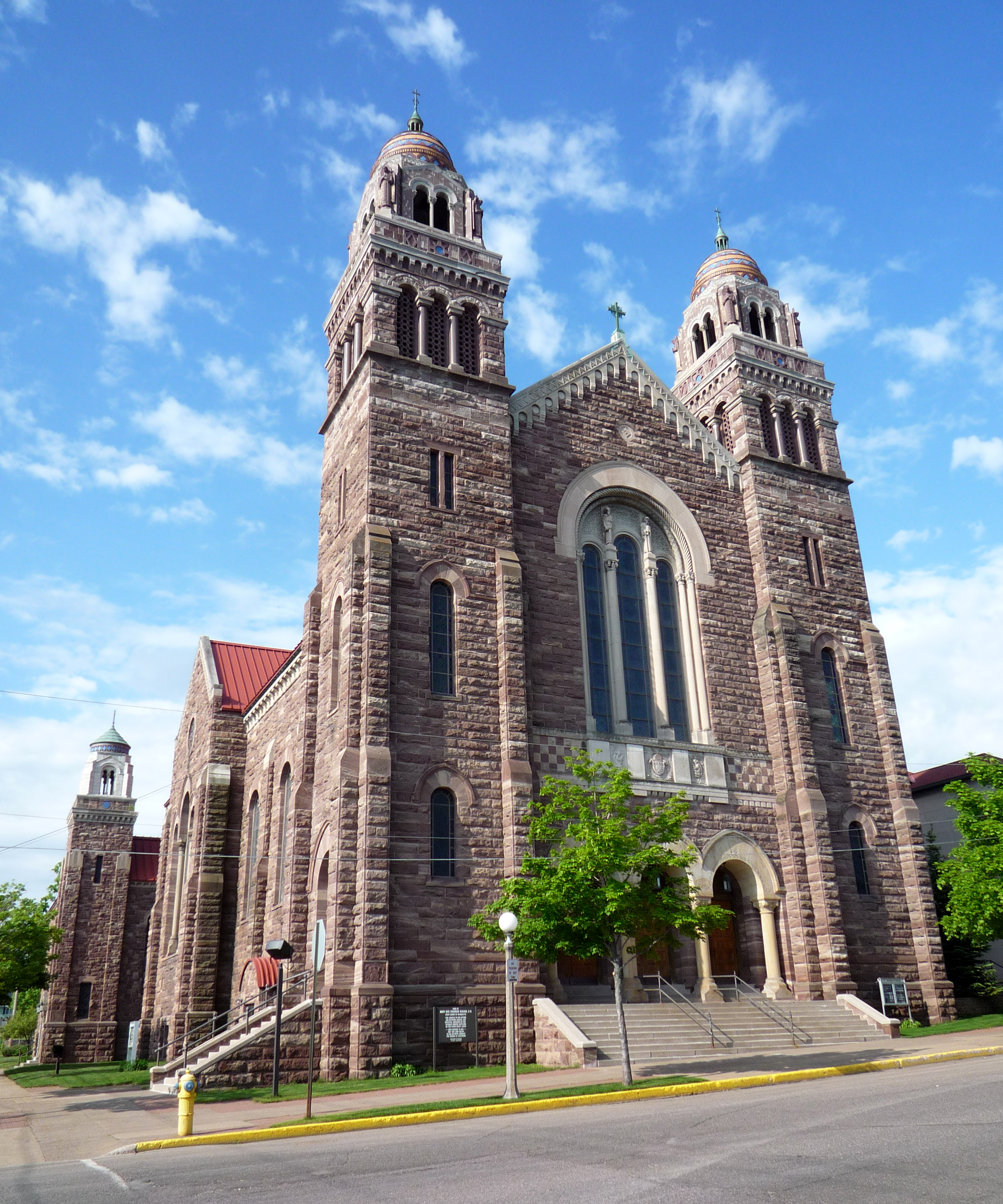
De Sint-Pieterskathedraal van Marquette

Het bisdom Marquette (Latijn: Dioecesis Marquettensis) is een rooms-katholiek bisdom met als zetel Marquette in Michigan. Het is een suffragaan bisdom van het aartsbisdom Detroit.
In 2020 telde het bisdom 74 parochies. Het bisdom heeft een oppervlakte van 42.416 km2 en omvat het Bovenschiereiland van Michigan. Het bisdom telde in 2019 302.077 inwoners waarvan 21,8% rooms-katholiek was. 

## Geschiedenis
De evangelisatie van de streek begon in de 17e eeuw met de komst van Franse jezuïeten. Een van hen was Jacques Marquette, naar wie de bisschopszetel is genoemd. Een eerste mis werd opgedragen in Sault Sainte Marie in 1641. De jezuïeten bleven ook de jaren nadien in de regio. In 1853 werd het apostolisch vicariaat van Upper Michigan opgericht, dat het Bovenschiereiland van Michigan omvatte. Dit werd in 1857 het bisdom Sault Sainte Marie. In 1865 werd de bisschopszetel verplaatst naar het meer centraal gelegen Marquette en de naam van het bisdom werd gewijzigd in Sault Sainte Marie en Marquette en in 1937 werd dit Marquette. 1953 was een hoogtepunt voor het bisdom, met de viering van het eeuwfeest en veel roepingen. Sindsdien met de secularisatie is het aantal roepingen en gelovigen gedaald.

## Bisschoppen
- Frederic Baraga (1853-1868)
- Ignatius Mrak (1868-1879)
- John Vertin (1879-1899)
- Frederick Eis (1899-1922)
- Henry John Paul Joseph Nussbaum, C.P. (1922-1935)
- Joseph Casimir Plagens (1935-1940)
- Francis Joseph Magner (1940-1947)
- Thomas Lawrence Noa (1947-1968)
- Charles Alexander Kazimieras Salatka (1968-1977)
- Mark Francis Schmitt (1978-1992)
- James Henry Garland (1992-2005)
- Alexander King Sample (2005-2013)
- John Francis Doerfler (2013-)

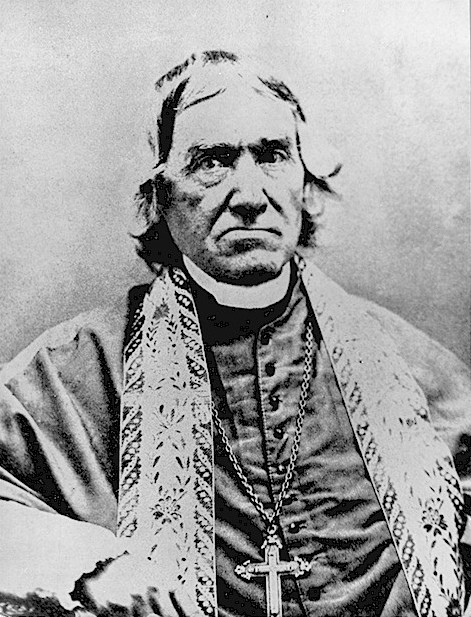
Frederic Baraga
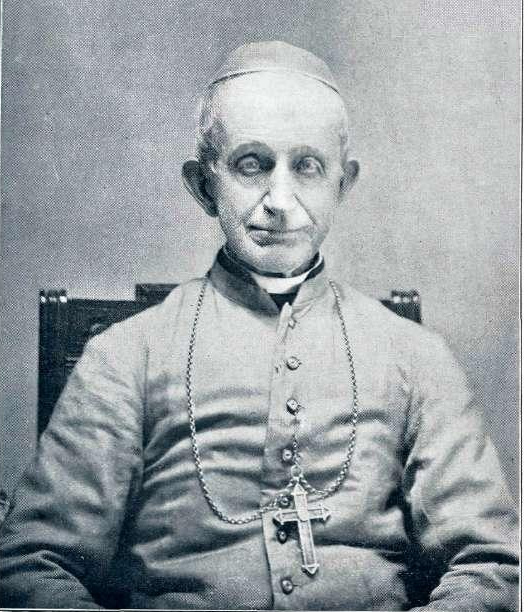
Ignatius Mrak
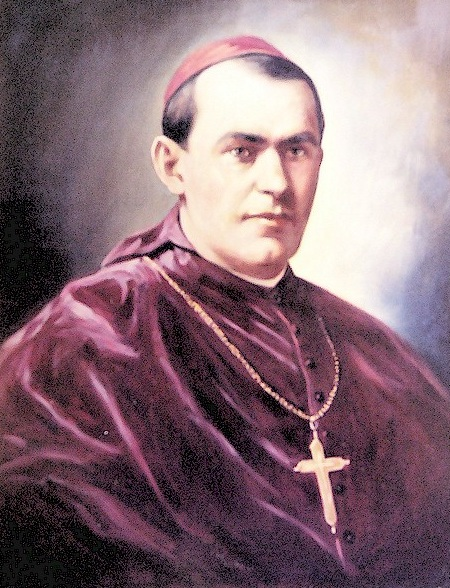
John Vertin
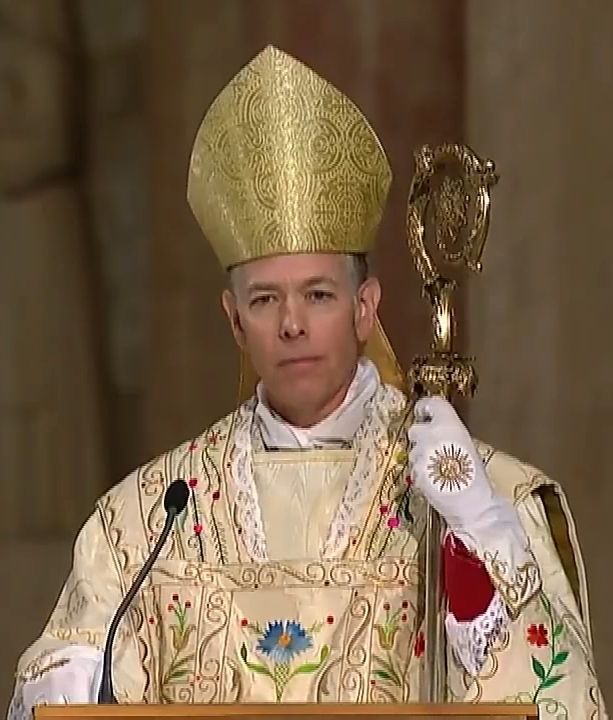
Alexander King Sample
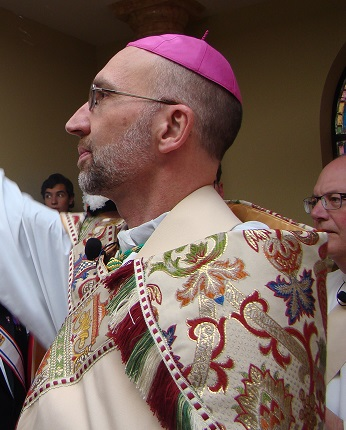
John Francis Doerfler